# Josef Lieck
Josef Lieck (Joseph Lieck, Jos. Lieck, J. Lieck) (* 22. Mai 1849 in Aachen; † 11. Oktober 1914 in Berlin)  war ein deutscher Maler des 19. und 20. Jahrhunderts.

## Leben
Lieck war der Sohn des Lehrers Heinrich Lieck (1808–1865) und dessen Ehefrau Louise (geborene von den Hoff, 1810–1900). Er besuchte ab 1867 erfolgreich die Akademie der Künste in Berlin. Sein Lehrer war Julius Schrader. Lieck war ein typischer Genremaler, der neben seinen Kinderbildern immer wieder Bildnisse von koketten, jungen Frauen malte. Diese subtil-erotischen Gemälde waren typisch für die Zeit um die Jahrhundertwende. Besonders begabt war er in der Abgrenzung der weichen und zarten Arten der weiblichen Schönheit. Für seine Fortbildung begab er sich auf Studienreisen nach Italien.
Lieck war 1899 als Porträtmaler Mitglied im Berliner Ortsverein der Allgemeinen Deutschen Kunstgenossenschaft, der Dachorganisation aller deutschsprachigen Künstlervereinigungen.

## Familie
Josef Lieck war zwei Mal verheiratet. Nach dem Tod seiner ersten Frau heiratete er am 6. Februar 1897 in Berlin Margarethe Stuertz (1873–1936). Sie lebten in Berlin-Charlottenburg und hatten vier Kinder:
- Ernst Lieck (* 7. Januar 1898 in Berlin; † 19. Juni 1923 ebenda), Kunstgewerbler
- Kurt Lieck (1899–1976), Schriftsteller, Schauspieler, Theaterregisseur, Hörspielsprecher
- Walter Lieck (1906–1944), Kabarettist, Schauspieler, Drehbuchautor
- Grita Lieck  (* 3. März 1910 in Berlin; † 28. September 1981 in Ratzeburg), Sachbearbeiterin

## Bekannte Werke
- Liecks bekanntestes Werk war das Moselblümchen, welches er 1886 malte, und bei der Jubiläums-Ausstellung der Königlichen Akademie der Künste zu Berlin im Landes-Ausstellungsgebäude von Mai bis Oktober 1886 ausgestellt wurde.[2] Erst im ausgehenden 19. Jhdt. sind die Moselmädchen auf Bildern im preußischen Reich als typischerweise mit einem zierlichen Kopfschmuck dargestellt. Sie tragen dabei eine zu dieser Zeit moderne bunte Tracht aus Kleid, Schürze und Schultertuch. Josef Lieck malte eine junge Frau, deren Kopf und Stirn ein Haarkranz aus Weinlaub bedeckt, und die mit einem gleichartig dekorierten, schulterbreiten Halstuch, lockerer Bluse und Mieder bekleidet ist. Das Mädchen hält in der linken Hand, bis auf Gesichtshöhe angehoben, ein mit Wein gefülltes Kelchglas. Joseph Lieck malte dieses Motiv mehrmals.

- Zigeunermädchen liest einen Liebesbrief (1879) 11. Genesung, junge Frau  mit offenem Haar im Sessel, Kopf durch Kissen gestützt, halbgeöffnetes Buch in der Hand, Finger zwischen den Seiten, Blick in die Ferne, daneben Getränk auf dem Tisch, blühende Topfpflanzen im Hintergrund, Bücher ohne Titel, Ein Postkarten-Album von dem Autor Bruno Kaiser.[3]
- Bauernmädchen (1883)
- Steirisches Mädchen mit Kopftuch (1886)
- Junge Italienerin (1887)
- Glamouröse Frau (1888)
- Schlafende Schönheit (1889)
- Champagne Toast (1891)
- Tamburin Mädchen (1892)
- Ein Mädchen, Dämmerstunde (1899), signiert u. datiert, u.r., Etikett eingeschrieben „Vereinigung der Kunstfreunde“ in Berlin u. Dresden, betitelt „Dämmerstunde“

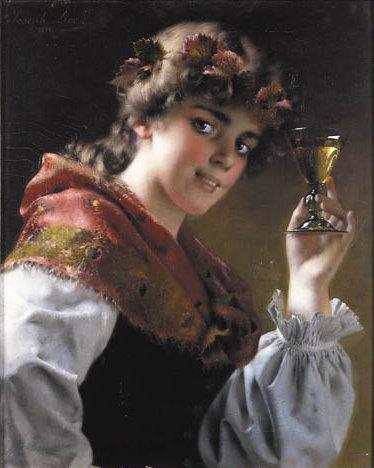
Moselblümchen
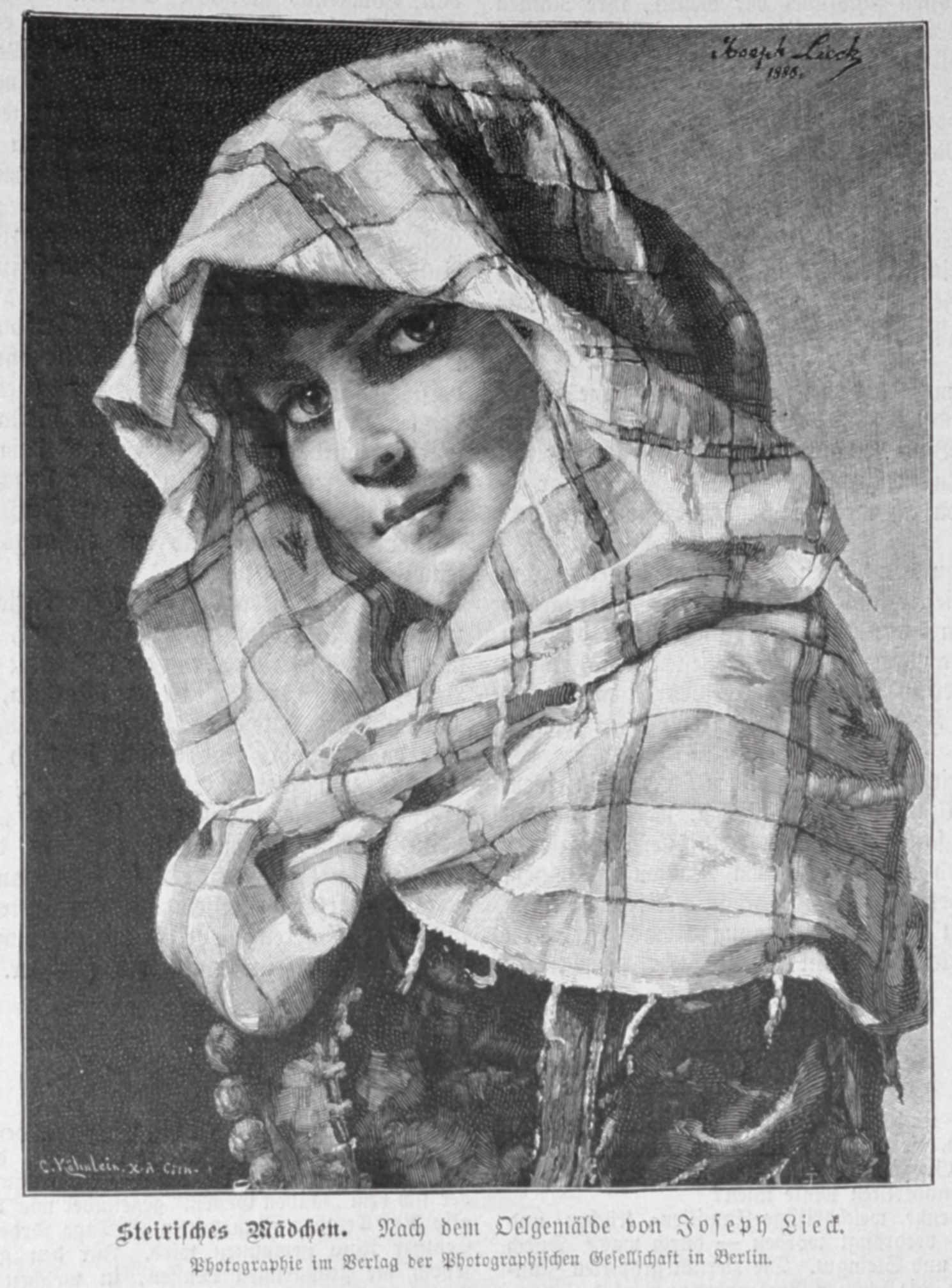
Steirisches Mädchen. Nach dem Oelgemälde von Joseph Lieck.
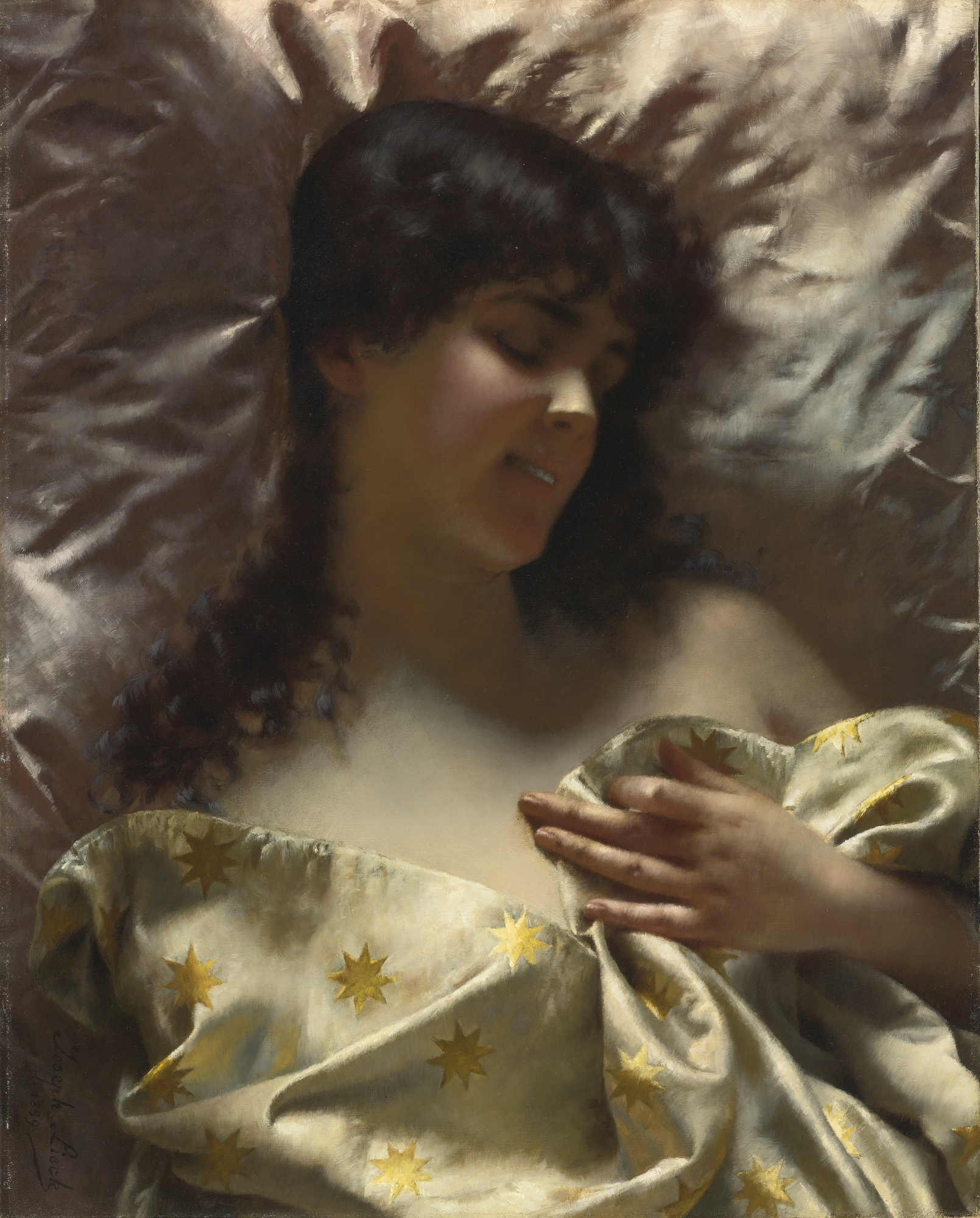
Schlafende Schönheit